# Keke Palmer
Lauren Keyana «Keke» Palmer (Harvey, Illinois; 26 de agosto de 1993) es una actriz y cantante estadounidense. Conocida por interpretar papeles protagónicos y de personajes en producciones de comedia dramática, ha recibido un Premio Primetime Emmy, cinco Premios NAACP Image y nominaciones para un Premio Daytime Emmy y un Premio del Sindicato de Actores. Fue incluida en la lista de la revista Time de las personas más influyentes del mundo en 2019.
Palmer hizo su debut actoral en Barbershop 2: Back in Business (2004). Más tarde apareció en la película para televisión The Wool Cap (2004) y tuvo su gran avance protagonizando la película dramática Akeelah and the Bee (2006). Progresó como una destacada actriz infantil con papeles en Madea's Family Reunion (2006), Jump In! (2007), The Longshots (2008) y Shrink (2009). Lanzó su álbum de estudio debut, So Uncool, en 2007.
Palmer recibió reconocimiento por sus papeles en Nickelodeon, como interpretar al personaje homónimo en la comedia de situación True Jackson, VP (2008-2011), brindar la voz de Aisha en el renacimiento de Winx Club en Nickelodeon (2011-2014) y encabezar la película para televisión Rags (2012). Después de su trabajo en la película dramática musical Joyful Noise (2012) y la película animada de aventuras Ice Age: Continental Drift (2012), Palmer hizo su transición a papeles maduros con la película biográfica original de VH1 CrazySexyCool: The TLC Story (2013), y posteriormente protagonizó la película de suspenso Animal (2014), la serie de comedia de terror Scream Queens (2015-2016), la serie dramática Berlin Station (2017-2019), la serie slasher Scream (2019) y la película de drama criminal Hustlers (2019). En el 2021, recibió un Premio Daytime Emmy por sus papeles en la serie Keke Palmer's Turnt Up with the Taylors.
Desde So Uncool, Palmer ha lanzado tres EP: Lauren (2016), Virgo Tendencies, Pt. 1 (2019) y Virgo Tendencies, Pt. 2 (2020). Condujo el programa de entrevistas Just Keke (2014) y copresentó el programa de entrevistas Strahan, Sara and Keke (2019-2020) junto a Sara Haines y Michael Strahan; Strahan, Sara and Keke le valieron una nominación al Premio Primetime Emmy como presentadora destacada de un programa de entrevistas de entretenimiento. En 2020, fue anfitriona de los MTV Video Music Awards, convirtiéndose en la primera mujer de color anfitriona del evento.

## Biografía
Lauren Keyana Palmer nació el 26 de agosto de 1993, en Harvey, Illinois. Creció en un hogar católico. Sus padres, Sharon y Lawrence «Larry» Palmer, que se conocieron en la escuela de arte dramático, habían trabajado como actores profesionales antes de establecerse en trabajos de tiempo completo. Su padre trabaja para una empresa de poliuretano y su madre es maestra de secundaria que trabaja con niños autistas. Su padre también es voluntario como diácono católico. Palmer cantó por primera vez en una iglesia, pero ganó exposición actuando en un espectáculo en un destino turístico de Chicago. En 2002, Palmer hizo una audición para una producción teatral de El Rey León a los nueve años.

## Carrera

### 2000-2012: Actuación infantil y ascenso a la prominencia

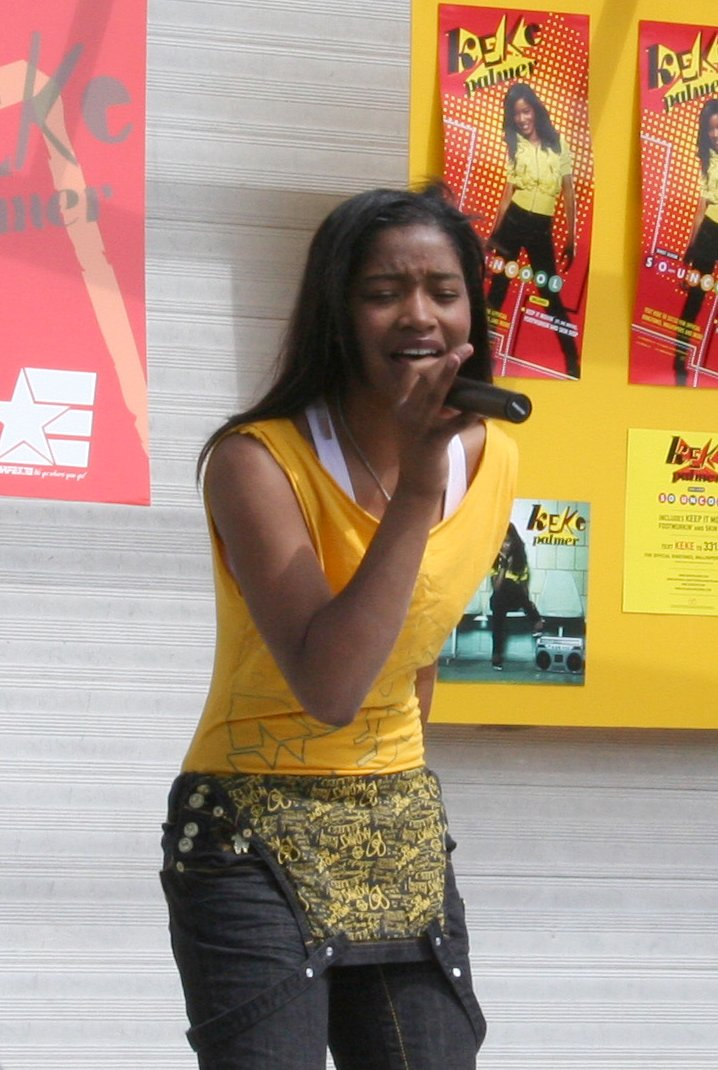
Palmer actuando en marzo de 2008.

En 2004, obtuvo su primer papel cinematográfico en Barbershop 2: Back in Business, en la que interpretó a la sobrina de la rapera y actriz Queen Latifah. En 2005, Palmer firmó un contrato discográfico con Atlantic Records. Ese mismo año, apareció en la película para televisión Knights of the South Bronx, además de protagonizar las series de televisión Second Time Around y ER. Ese mismo año, el productor Ralph Farquhar ayudó a Palmer a reservar el papel protagónico en un piloto de Disney Channel titulado Keke and Jamal. El piloto no fue recogido y nunca salió al aire.
En 2006, Palmer tuvo su gran avance actoral protagonizando la película Akeelah and the Bee, interpretando a la titular Akeelah, una brillante niña de 11 años que proviene de un barrio pobre y compite en el Scripps National Spelling Bee. Moira Macdonald de The Seattle Times escribió que Palmer «es una heroína atractiva». Por el papel, ganó un Premio Black Reel y un Premio NAACP Image. También tuvo un papel secundario en la película Madea's Family Reunion del 2006. Al año siguiente, Palmer apareció en el thriller Cleaner. Interpretó un papel principal en la película para televisión Jump In! Palmer también protagonizó dos programas de televisión, House of Payne y Just Jordan de Tyler Perry. Palmer lanzó su álbum debut So Uncool el 18 de septiembre de 2007. El álbum se ubicó en el puesto 86 en la lista Billboard Top R&B/Hip-Hop Albums de Estados Unidos.
En 2008, Palmer comenzó su papel protagónico como el personaje principal en la comedia de situación de Nickelodeon True Jackson, VP. Palmer también escribió e interpretó el tema principal de la serie. Palmer ganó 20.000 dólares por episodio de True Jackson, VP, lo que la convirtió en la cuarta estrella infantil mejor pagada de la televisión. En julio de 2009, la diseñadora Jane Siskin creó una línea de moda de Walmart inspirada en True Jackson, vicepresidente, y todos los diseños fueron aprobados por Palmer. También interpretó el papel principal en la película de 2008 The Longshots. True Jackson, VP terminó en 2011. Palmer debutó como la voz de Aisha en el renacimiento de Winx Club de Nickelodeon. Recibió una nominación al premio NAACP Image Awards por su trabajo de doblaje. En 2012, Palmer protagonizó la película Joyful Noise, estrenada en enero de 2012. Produjo y protagonizó Rags, una película musical para televisión, así como la voz de Peaches en Ice Age: Continental Drift. En julio de 2012, Palmer lanzó el sencillo «You Got Me» con Kevin McCall. El video del sencillo fue lanzado el 11 de julio de 2012. Ella lanzó un mixtape homónimo Keke Palmer el 1 de octubre de 2012.

### 2013-presente: Éxito general

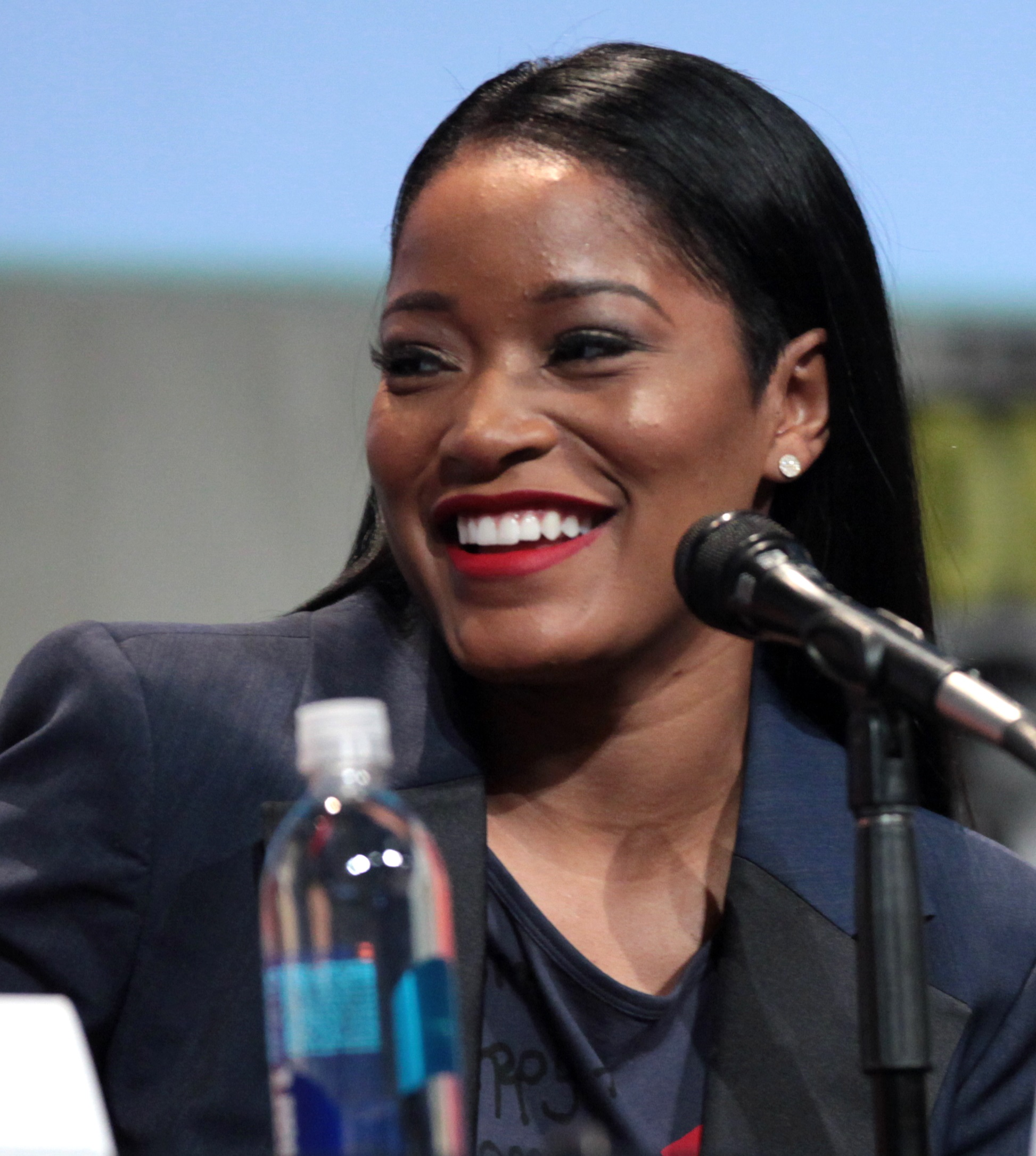
Palmer durante la Convención Internacional de Cómics de San Diego en 2015.

En 2013, Palmer interpretó a Rozonda «Chilli» Thomas en la película biográfica de TLC, CrazySexyCool: The TLC Story, que se emitió en octubre en VH1. Luego protagonizó la película de terror Animal; fue lanzado el 17 de junio de 2014. Luego volvió a aparecer durante la segunda temporada de la serie dramática Masters of Sex de Showtime, interpretando a Coral, una niñera. Ese mismo año, Palmer presentó un programa de entrevistas diurno en BET titulado Just Keke. Al hacerlo, se convirtió en la presentadora de programas de entrevistas más joven en la historia de la televisión; el espectáculo en sí ha sido considerado como «innovador» y «refrescante». En septiembre de 2014, Palmer se convirtió en la primera afroamericana en protagonizar el personaje principal del musical Cenicienta en Broadway. Realizó su último espectáculo durante la noche de clausura del espectáculo el 4 de enero de 2015. Más tarde ese año, Palmer anunció que había firmado con Island Records.
Entre septiembre de 2015 y diciembre de 2016, interpretó a Zayday Williams en la serie de comedia de terror Scream Queens, creada por Ryan Murphy. En enero de 2016, Palmer interpretó a Marty Maraschino en el especial de televisión Grease: Live. Britany Spanos, de Rolling Stone, consideró la actuación de Palmer como «destacada» y destacó su «asertividad, confianza y sentido del humor mordaz». En junio, Palmer lanzó Waited to Exhale, un álbum que escribió durante su tiempo en True Jackson, VP que no se lanzó debido a problemas con la etiqueta y su «vacilación impulsada por la ansiedad». El 4 de noviembre, Palmer lanzó su segunda obra extendida, titulada Lauren, con un cortometraje de 17 minutos del mismo nombre que se lanzó exclusivamente en el sitio web de Billboard. En 2017, Palmer publicó sus memorias, I Don't Belong to You: Quiet the Noise and Find Your Voice. Ese mismo año, se unió a la serie dramática Berlin Station durante su segunda temporada.

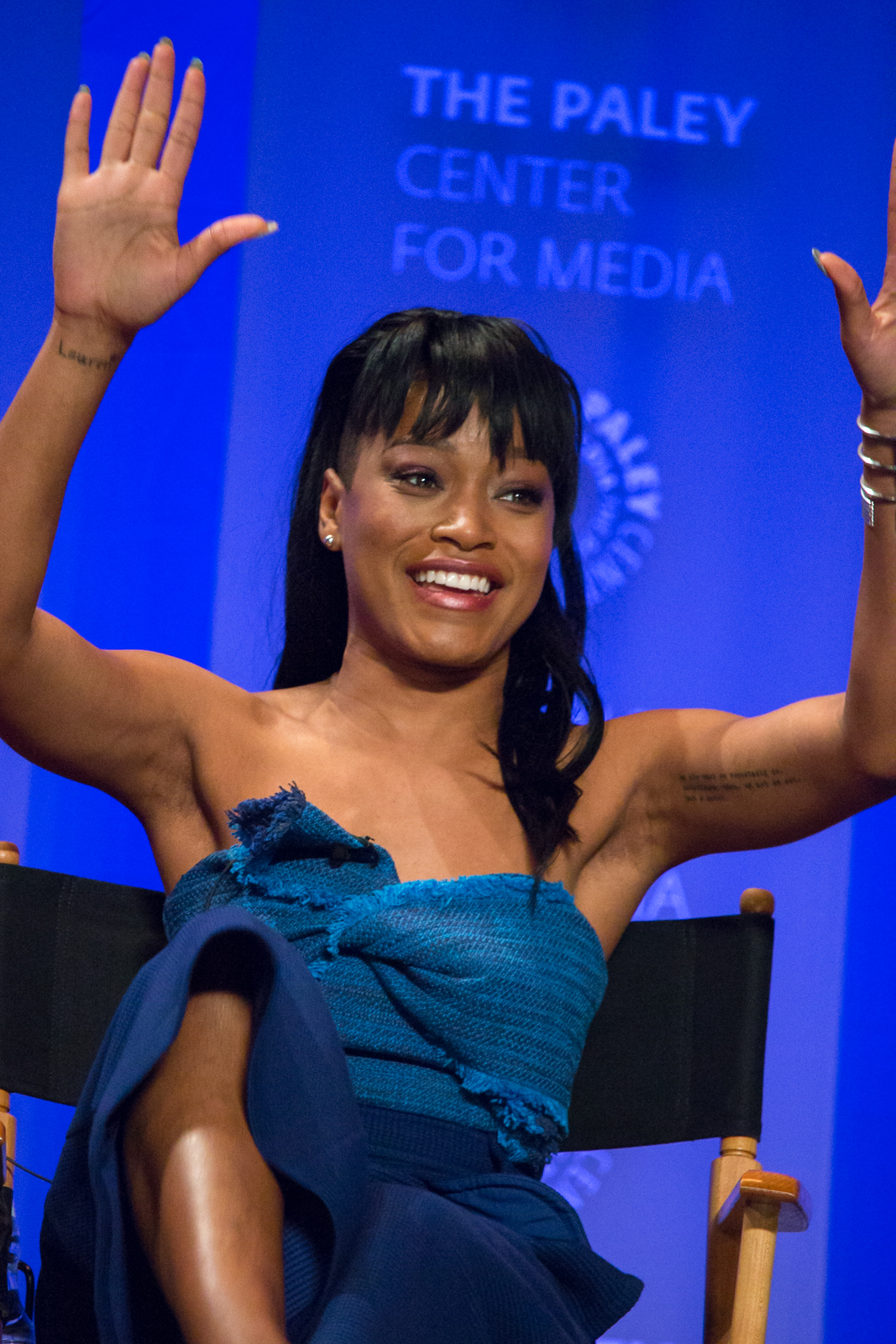
Palmer en PaleyFest en 2016.

En abril de 2019, Palmer comenzó a ser coanfitriona invitada del programa de entrevistas diurno de ABC Strahan and Sara, reemplazando esporádicamente al coanfitrión Michael Strahan y más regularmente a partir de junio durante la licencia de maternidad de la coanfitriona Sara Haines. Se unió a la serie de televisión slasher Scream como un papel principal en su tercera temporada, interpretando a un personaje llamado Kym Johnson, que se estrenó el 8 de julio de 2019. El 26 de agosto, Palmer se convirtió en la tercera coanfitriona permanente de Strahan and Sara, que luego pasó a llamarse Strahan, Sara and Keke. En septiembre, Palmer interpretó a una «stripper enamorada» en la película de drama criminal Hustlers, dirigida por Lorene Scafaria. Cantó la canción «Giants» como parte de un grupo virtual llamado True Damage, en el que da voz a un personaje llamado Senna, en el videojuego League of Legends para el Campeonato Mundial de 2019. La canción presenta a las cantantes Becky G y Soyeon, así como a los raperos Duckwrth y Thutmose como otros miembros del grupo. En noviembre, True Damage interpretó la canción en vivo durante la ceremonia de apertura de la final.
Strahan, Sara y Keke fueron retirados del aire en marzo de 2020. Más tarde, Palmer recibió una nominación al Premio Daytime Emmy como presentador destacado de un programa de entrevistas de entretenimiento junto a Haines y Strahan. Ese mismo año, Palmer comenzó a protagonizar una serie de comedia de televisión web titulada Turnt Up with the Taylors, en la que interpreta a todos los personajes. Lanzó una obra extendida titulada Virgo Tendencies, Pt. 1 el 28 de agosto. El 30 de agosto, Palmer presentó los MTV Video Music Awards 2020, durante los cuales también interpretó su canción «Snack». Lanzó un EP de seguimiento: Virgo Tendencies, Pt. 2 – en diciembre de 2020. Al año siguiente, Palmer ganó el Premio Primetime Emmy a la mejor actriz en una serie de comedia o drama de formato corto por su actuación en Turnt Up with the Taylors.
En 2022, Palmer protagonizó Alice, dirigida por Krystin Ver Linden, que tuvo su estreno mundial en el Festival de Cine de Sundance de 2022. También se desempeñó como narradora en Not So Pretty, un documental que investiga la industria de la belleza dirigido por Kirby Dick y Amy Ziering para HBO Max. Palmer está lista para dar voz al personaje de Izzy Hawthorne en la película animada de Pixar Lightyear, un spin-off de la serie de películas Toy Story, y protagonizará Nope, dirigida por Jordan Peele.

## Imagen pública

### Filantropía y activismo
Palmer trabaja con los Clubes de Niños y Niñas del programa benéfico estadounidense Cool To Be Smart, hablando a los niños sobre la importancia del aprendizaje. También es partidaria de Urban Farming y Girl Scouts. Ha trabajado con organizaciones benéficas como la YWCA y con Saving Our Daughters. A partir de 2010, Palmer ha sido representante del proyecto Saving Our Daughters, una campaña contra el acoso escolar.
Palmer fue incluida en la lista 100 Next de Time en noviembre de 2019, que «destaca a 100 estrellas en ascenso que están dando forma al futuro de los negocios, el entretenimiento, los deportes, la política, la ciencia, la salud y más». Ella es partidaria del movimiento Black Lives Matter. En 2020, marchó en Hollywood, California, como parte de las protestas de George Floyd. Ese mismo año, se dirigió al movimiento durante su monólogo de apertura en los MTV Video Music Awards 2020.

### Arte
El primer álbum de estudio de Palmer, So Uncool, estuvo fuertemente influenciado por el R&B contemporáneo, y se lo describió como «lo suficientemente brillante, animado y melódico como para atraer a adolescentes y preadolescentes. Los fanáticos del dance pop adolescente querrán escuchar este auspicioso debut». Palmer estuvo fuertemente influenciada por los cantantes estadounidenses de R&B Ciara, Janet Jackson, Michael Jackson, Mariah Carey, Aaliyah, Brandy, Mary J. Blige, Whitney Houston, así como por el grupo femenino TLC. Entre sus influencias urbanas, Palmer también cita a las artistas pop Gwen Stefani y Avril Lavigne como influencias.

## Vida personal
Tras el lanzamiento de su sencillo «I Don't Belong to You» el 25 de octubre de 2015, Palmer explicó:
«No pertenezco a nadie más que a mí misma. Tengo que tomar mis propias decisiones. La felicidad la defino yo. Mi sexualidad la defino yo. Y eso puede cambiar, y esto puede cambiar, y puedo hacer lo que quiero porque soy yo quien toma esa decisión. Así que eso es lo que dice 'I Don't Belong to You'. Esta canción se siente bien. Se siente bien, y está diciendo quién soy. Y captura mi identidad».
También ha dicho que no quiere que su sexualidad sea definida por etiquetas y dijo que las personas deben ser fluidas al etiquetarse a sí mismas, ya que sus identidades pueden cambiar.
Palmer ha luchado contra la ansiedad y la depresión. En 2019, como parte de la campaña #YouKnowMe, compartió a través de Twitter que se sometió a un aborto. El 1 de diciembre de 2020, Palmer anunció que había estado lidiando con el síndrome de ovario poliquístico toda su vida.
Desde 2020, mantuvo una relación con el jugador de fútbol americano Darius Jackson. En el programa Saturday Night Live del 2 de diciembre de 2022 anunció que estaba esperando su primer hijo. En febrero de 2023 se hizo público su nacimiento. En agosto de 2023 se confirmó su ruptura con Jackson.

## Discografía

### Álbumes de estudio
- 2007: So Uncool
- 2023: BIG BOSS

### EPs
- 2007: Keke Palmer
- 2016: Lauren
- 2020: Virgo Tendencies, Pt. 1
- 2020: Virgo Tendencies, Pt. 2

### Mixtapes
- 2011: Awaken
- 2011: Awaken Reloaded
- 2012: Keke Palmer
- 2017: KeyanaNikole

## Filmografía

### Cine
| Año  | Título                                    | Rol                    | Notas |
| ---- | ----------------------------------------- | ---------------------- | ----- |
| 2004 | Barbershop 2: Back in Business            | Sobrina de Gina        |       |
| 2006 | Akeelah and the Bee                       | Akeelah Anderson       |       |
| 2006 | Madea's Family Reunion                    | Nikki Grady            |       |
| 2007 | Cleaner                                   | Rose Cutler            |       |
| 2008 | The Longshots                             | Jasmine Plummer        |       |
| 2008 | Unstable Fables: Tortoise vs. Hare        | Crystal Tortoise (voz) |       |
| 2009 | Shrink                                    | Jemma                  |       |
| 2012 | Ice Age: Continental Drift                | Peaches (voz)          |       |
| 2012 | Joyful Noise                              | Olivia Hill            |       |
| 2012 | Winx Club: The Secret of the Lost Kingdom | Aisha (voz)            |       |
| 2013 | Winx Club 3D: Magical Adventure           | Aisha (voz)            |       |
| 2014 | Animal                                    | Alissa                 |       |
| 2014 | Imperial Dreams                           | Samaara                |       |
| 2015 | Brotherly Love                            | Jackie                 |       |
| 2016 | Ice Age: Collision Course                 | Peaches (voz)          |       |
| 2018 | Pimp                                      | Wednesday              |       |
| 2019 | Hustlers                                  | Mercedes               |       |
| 2020 | 2 Minutes of Fame                         | Sky                    |       |
| 2022 | Alice                                     | Alice                  |       |
| 2022 | Lightyear                                 | Izzy Hawthorne (voz)   |       |
| 2022 | Nope                                      | Emerald Haywood        |       |
| 2025 | One of Them Days                          | Dreux                  |       |

### Televisión
| Año       | Título                                 | Rol                                | Notas                                                                                      |
| --------- | -------------------------------------- | ---------------------------------- | ------------------------------------------------------------------------------------------ |
| 2004      | Cold Case                              | Arlene (1939)                      | Episodio: «The Letter»                                                                     |
| 2004      | Strong Medicine                        | Sarina                             | Episodio: «Healing Touch»                                                                  |
| 2004      | The Wool Cap                           | Lou                                | Película de televisión                                                                     |
| 2005      | ER                                     | Janell Parkerson                   | Episodio: «The Show Must Go On»                                                            |
| 2005      | Knights of the South Bronx             | Kenya Russell                      | Película de televisión                                                                     |
| 2005      | Law & Order: Special Victims Unit      | Tasha Wright                       | Episodio: «Storm»                                                                          |
| 2005      | Second Time Around                     | Sharlene                           | Episodio: «Big Bank, Little Bank»                                                          |
| 2007      | Jump In!                               | Mary Thomas                        | Película de televisión                                                                     |
| 2007      | Just Jordan                            | C. C. Livingston                   | Episodio: «Fame Game»                                                                      |
| 2007      | Tyler Perry's House of Payne           | Nikki Grady                        | Episodio: «Bully and the Beast»                                                            |
| 2008-2011 | True Jackson, VP                       | True Jackson                       | Protagonista                                                                               |
| 2010      | The Cleveland Show                     | Brandi (voz)                       | Episodio: «Harder, Better, Faster, Browner»                                                |
| 2011      | Degrassi: The Next Generation          | Ella misma                         | Episodios: «Boom Boom Pow: Part 1» & «Boom Boom Pow: Part 2»                               |
| 2011-2015 | Winx Club                              | Aisha (voz)                        | Elenco principal (temporadas 3-6)                                                          |
| 2012      | Abducted: The Carlina White Story      | Carlina White                      | Película de televisión                                                                     |
| 2012      | Rags                                   | Kadee Worth                        | Película de televisión                                                                     |
| 2013      | 90210                                  | Elizabeth Royce Harwood            | Personaje recurrente (temporada 5)                                                         |
| 2013      | CrazySexyCool: The TLC Story           | Rozonda «Chilli» Thomas            | Película de televisión                                                                     |
| 2013      | Full Circle                            | Chan'dra Stevens                   | Episodios: «Jace & Chan'dra» & «Chan'dra & Cliff»                                          |
| 2013      | Key & Peele                            | El traductor de ira de Malia Obama | Episodio: «Obama Shutdown»                                                                 |
| 2014      | Family Guy                             | Pam (voz)                          | Episodio: «Baby Got Black»                                                                 |
| 2014      | Grey's Anatomy                         | Sheryll Jeffries                   | Episodio: «We Gotta Get Out of This Place»                                                 |
| 2014      | Just Keke                              | Ella misma                         | Anfitriona                                                                                 |
| 2014      | Masters of Sex                         | Coral Anders                       | Personaje recurrente (temporada 2)                                                         |
| 2014      | Single Ladies                          | Ella misma                         | Episodio: «The Girl Most Likely To...»                                                     |
| 2014      | The Trip to Bountiful                  | Thelma                             | Película de televisión                                                                     |
| 2015-2016 | Scream Queens                          | Zayday Williams                    | Elenco principal                                                                           |
| 2016      | Bubble Guppies                         | Stylee (voz)                       | Episodio: «Guppy Style!»                                                                   |
| 2016      | Ice Age: The Great Egg-Scapade         | Peaches (voz)                      | Especial de televisión                                                                     |
| 2016      | Grease: Live                           | Marty Maraschino                   | Especial de televisión                                                                     |
| 2016      | Project Mc²                            | Agente Nov8                        | Episodios: «Bye Bye Birdie» & «Mission Totally Possible»                                   |
| 2016      | Raymond & Lane                         | Keyana                             | Episodio: «Lords of the Land»                                                              |
| 2016      | Real Husbands of Hollywood             | Ella misma                         | Episodio: «The Suitor»                                                                     |
| 2017-2019 | Berlin Station                         | April Lewis                        | Elenco principal (temporadas 2-3)                                                          |
| 2017-2019 | Star                                   | Gigi Nixon                         | Personaje recurrente (temporadas 2–3)                                                      |
| 2019      | Robot Chicken                          | Fraülen Hapstein (voz)             | Episodio: «Musya Shakhtyorov in: Honeyboogers»                                             |
| 2019      | Scream: Resurrection                   | Kym                                | Elenco principal (temporada 3)                                                             |
| 2019-2020 | Strahan, Sara and Keke                 | Ella misma                         | Coanfitriona                                                                               |
| 2020      | The Disney Family Singalong: Volume II | Ella misma                         | Especial de televisión                                                                     |
| 2020      | MTV Video Music Awards 2020            | Ella misma                         | Anfitriona                                                                                 |
| 2020      | Nickelodeon's Unfiltered               | Ella misma                         | Episodio: «Honey Bears Chew Gumballs!»                                                     |
| 2020      | Singled Out                            | Ella misma                         | Anfitriona                                                                                 |
| 2021      | Big Mouth                              | Rochelle Hillhurst (voz)           | Episodios: «Best Friends Make the Best Lovers», «I F**king Hate You» & «Re-New Year’s Eve» |
| 2021      | 2021 World Series                      | Ella misma                         | Cantante, himno nacional                                                                   |
| 2021      | Insecure                               | Kira                               | Episodio: «Pressure, Okay?!»                                                               |
| 2021      | Foodtastic                             | Ella misma                         | Anfitriona                                                                                 |
| 2022      | The Proud Family: Louder and Prouder   | Maya Leibowitz-Jenkins (voz)       | Personaje recurrente                                                                       |
| 2022      | Human Resources                        | Rochelle Hillhurst (voz)           | Elenco principal                                                                           |
| 2022      | Not So Pretty                          | Narradora (voz)                    | Documental                                                                                 |
| 2022      | Legendary                              | Ella misma                         | Jueza (temporada 3)                                                                        |

## Premios y nominaciones
| Año                 | Premio                                                       | Categoría                                                                                        | Trabajo                                 | Resultado |
| ------------------- | ------------------------------------------------------------ | ------------------------------------------------------------------------------------------------ | --------------------------------------- | --------- |
| 2005                | Young Artist Awards                                          | Mejor actuación en una película para televisión, miniserie o especial - Actriz principal joven   | The Wool Cap                            | Nominada  |
| 2005                | Premios del Sindicato de Actores                             | Destacada actuación por una actriz en una película para televisión o miniserie                   | The Wool Cap                            | Nominada  |
| 2005                | NAACP Image Awards                                           | Actriz destacada en una película para televisión, miniserie o especial dramático                 | The Wool Cap                            | Ganadora  |
| 2006                | Chicago Film Critics Association Awards                      | Actriz más prometedora                                                                           | Akeelah and the Bee                     | Ganadora  |
| 2006                | Black Movie Awards                                           | Destacada actuación por una actriz protagónica                                                   | Akeelah and the Bee                     | Ganadora  |
| 2007                | Young Artist Award                                           | Mejor actuación en un largometraje - Actriz principal joven                                      | Akeelah and the Bee                     | Ganadora  |
| 2007                | NAACP Image Awards                                           | Actriz destacada en una película                                                                 | Akeelah and the Bee                     | Ganadora  |
| 2007                | Broadcast Film Critics Association Awards                    | Mejor actriz joven                                                                               | Akeelah and the Bee                     | Nominada  |
| 2007                | Black Reel Awards                                            | Mejor actriz                                                                                     | Akeelah and the Bee                     | Ganadora  |
| 2007                | Black Reel Awards                                            | Mejor actuación exitosa                                                                          | Akeelah and the Bee                     | Nominada  |
| 2008                |                                                              |                                                                                                  |                                         |           |
| Young Artist Awards | Mejor actuación en un largometraje - Actriz de soporte joven | Cleaner                                                                                          | Nominada                                |           |
| Black Reel Awards   | Mejor actriz                                                 | The Longshots                                                                                    | Nominada                                |           |
| 2009                | NAACP Image Awards                                           | Destacada actuación en una serie infantil/juvenil o especial                                     | True Jackson, VP                        | Ganadora  |
| 2010                | NAACP Image Awards                                           | Destacada actuación en una serie infantil/juvenil o especial                                     | True Jackson, VP                        | Ganadora  |
| 2010                | Kids Choice Awards                                           | Actriz favorita de la televisión                                                                 | True Jackson, VP                        | Nominada  |
| 2010                | BET Awards                                                   | Premio a las jóvenes estrellas                                                                   | True Jackson, VP                        | Ganadora  |
| 2011                | Young Artist Awards                                          | Mejor actuación en una serie de televisión (Comedia o Drama) – Actriz principal joven            | True Jackson, VP                        | Nominada  |
| 2011                | NAACP Image Awards                                           | Destacada actuación en una serie infantil/juvenil o especial                                     | True Jackson, VP                        | Ganadora  |
| 2011                | BET Awards                                                   | Premio a las jóvenes estrellas                                                                   | True Jackson, VP                        | Nominada  |
| 2012                | NAACP Image Awards                                           | Actuación destacada en una serie infantil/juvenil o especial                                     | True Jackson, VP                        | Ganadora  |
| 2012                | BET Awards                                                   | Premio a las jóvenes estrellas                                                                   | Joyful Noise                            | Nominada  |
| 2013                | Black Reel Awards                                            | Mejor actriz en una miniserie de televisión o película                                           | Abducted: The Carlina White Story       | Nominada  |
| 2013                | NAACP Image Awards                                           | Mejor actriz en una película para televisión, miniserie o especial dramático                     | Abducted: The Carlina White Story       | Nominada  |
| 2013                | NAACP Image Awards                                           | Actuación destacada en una serie juvenil/infantil o especial                                     | Winx Club: Enchantix                    | Nominada  |
| 2013                | BTVA Feature Film Voice Acting Awards                        | Mejor conjunto vocal en un largometraje (compartido con el elenco de Ice Age: Continental Drift) | Ice Age: Continental Drift              | Nominada  |
| 2013                | BET Awards                                                   | Premios Youngstars                                                                               | Keke Palmer                             | Nominada  |
| 2013                | BET Awards                                                   | Jefa Keef- «Keke Palmer»                                                                         | Dedication                              | Nominada  |
| 2014                | Black Reel Awards                                            | Mejor actriz en una miniserie de televisión o película                                           | CrazySexyCool: The TLC Story            | Nominada  |
| 2014                | NAACP Image Awards                                           | Mejor actriz en una película para televisión, miniserie o especial dramático                     | CrazySexyCool: The TLC Story            | Nominada  |
| 2014                | BET Awards                                                   | Youngstars Awards                                                                                | Keke Palmer                             | Ganadora  |
| 2015                | NAACP Image Awards                                           | Mejor actriz en una película para televisión, miniserie o especial dramático                     | The Trip To Bountiful                   | Nominada  |
| 2015                | Spirit of the League Awards Gala                             | Premio Espíritu de la Liga Campeón                                                               | Filantropía                             | Ganadora  |
| 2016                | NAACP Image Awards                                           | Mejor actriz en una película                                                                     | Brotherly Love                          | Nominada  |
| 2020                | Shorty Awards                                                | Mejor celebridad                                                                                 | Ella misma                              | Nominada  |
| 2020                | Daytime Emmy Awards                                          | Anfitriona excepcional del programa de entrevistas de entretenimiento                            | GMA3: Strahan, Sara and Keke            | Nominada  |
| 2021                | Primetime Emmy Awards                                        | Mejor actriz en una serie de comedia o drama de formato corto                                    | Keke Palmer's Turnt Up with the Taylors | Ganadora  |
| 2025                | Kids' Choise Awards                                          | Podcast favorito                                                                                 | Baby, this is Keke Palmer               | Pendiente |